# Harcourt
Harcourt ist eine französische Gemeinde mit 1076 Einwohnern (Stand 1. Januar 2022) im Département Eure in der Region Normandie.

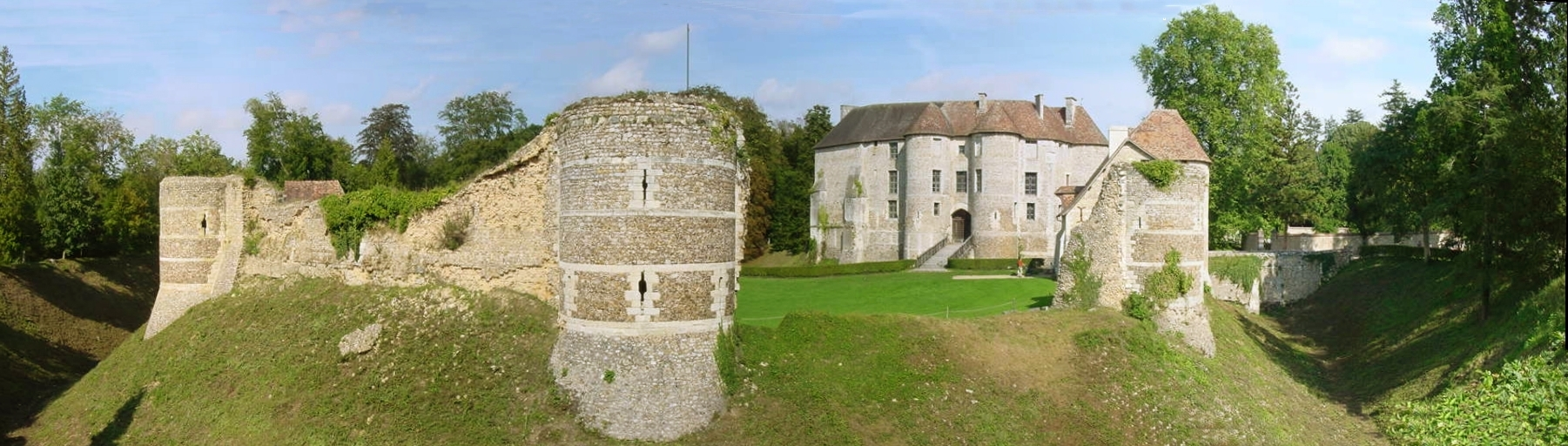
Panoramablick auf das Château d’Harcourt

## Geografie
Harcourt liegt in der Campagne du Neubourg, etwa 35 Kilometer nordwestlich von Évreux, der Hauptstadt des Départements, 17 Kilometer nordöstlich von Bernay und 6,8 Kilometer südöstlich vom Kantonshauptort Brionne, zwischen La Haye-de-Calleville im Norden und Thibouville im Süden. Das Gemeindegebiet umfasst 1520 Hektar, die mittlere Höhe beträgt 114 Meter über dem Meeresspiegel, die Mairie steht auf einer Höhe von 134 Metern.
Harcourt ist einer Klimazone des Typs Cfb (nach Köppen und Geiger) zugeordnet: Warmgemäßigtes Regenklima (C), vollfeucht (f), wärmster Monat unter 22 °C, mindestens vier Monate über 10 °C (b). Es herrscht Seeklima mit gemäßigtem Sommer.

## Geschichte
Der Name des Ortes stammt von einem Gefolgsmann des Wikingers Rollo, dem Jarl Hariulf (Hariôlfr) und der lateinischen Bezeichnung seines Besitzes als Hariulfi Curtis. 1030–1035 erscheint Harcourt in einer lateinischen Urkunde als Herolcurt. In seinem Gesta Normannorum Ducum (1060) erwähnt Wilhelm von Jumièges den ersten bezeugten Lehnsherren von Harcourt, Anschetilli de Harecurt (Anquetil d’Harcourt, 1020–1066, gefallen in der Schlacht bei Hastings am 14. Oktober 1066). Ordericus Vitalis (1075–1142) nennt Harcourt in seiner Historia Ecclesiastica Harulfi-Corte.
Harcourt ist der Stammsitz des Hauses Harcourt, einer der ältesten Adelsfamilien Frankreichs. Im Jahr 1338 errichtete König Philipp VI. von Frankreich die Grafschaft Harcourt für Jean IV. d’Harcourt († 1346). Die Grafschaft bestand aus den Kastellaneien (Châtellenies) Lillebonne, Les Trois-Pierres, Notre-Dame-de-Gravenchon und La Saussaye, sowie mehreren Lehen.
Im Verlauf des Hundertjährigen Kriegs (1337–1453) wurde Harcourt 1418 von den Engländern eingenommen, nachdem die Burg drei Wochen lang belagert worden war. 1429 eroberte Jean de Dunois Harcourt zurück. John Talbot, 1. Earl of Shrewsbury zog sich 1449 nach Harcourt zurück. Schon im folgenden Jahr eroberte Jean de Dunois Harcourt erneut für die Franzosen.
Jean de Graveron, Seigneur von Sainte-Colombe und La Haye-de-Calleville eroberte die Burg Harcourt 1590 während der Hugenottenkriege (1562–1598) für die Heilige Liga.
Im Jahr 1700 wurde die Grafschaft Harcourt durch Ludwig XIV. für François d’Harcourt (1689–1750) zum Herzogtum erhoben.
1786 übernachtete Ludwig XVI. in der Burg Harcourt, als er auf dem Weg nach Cherbourg war.

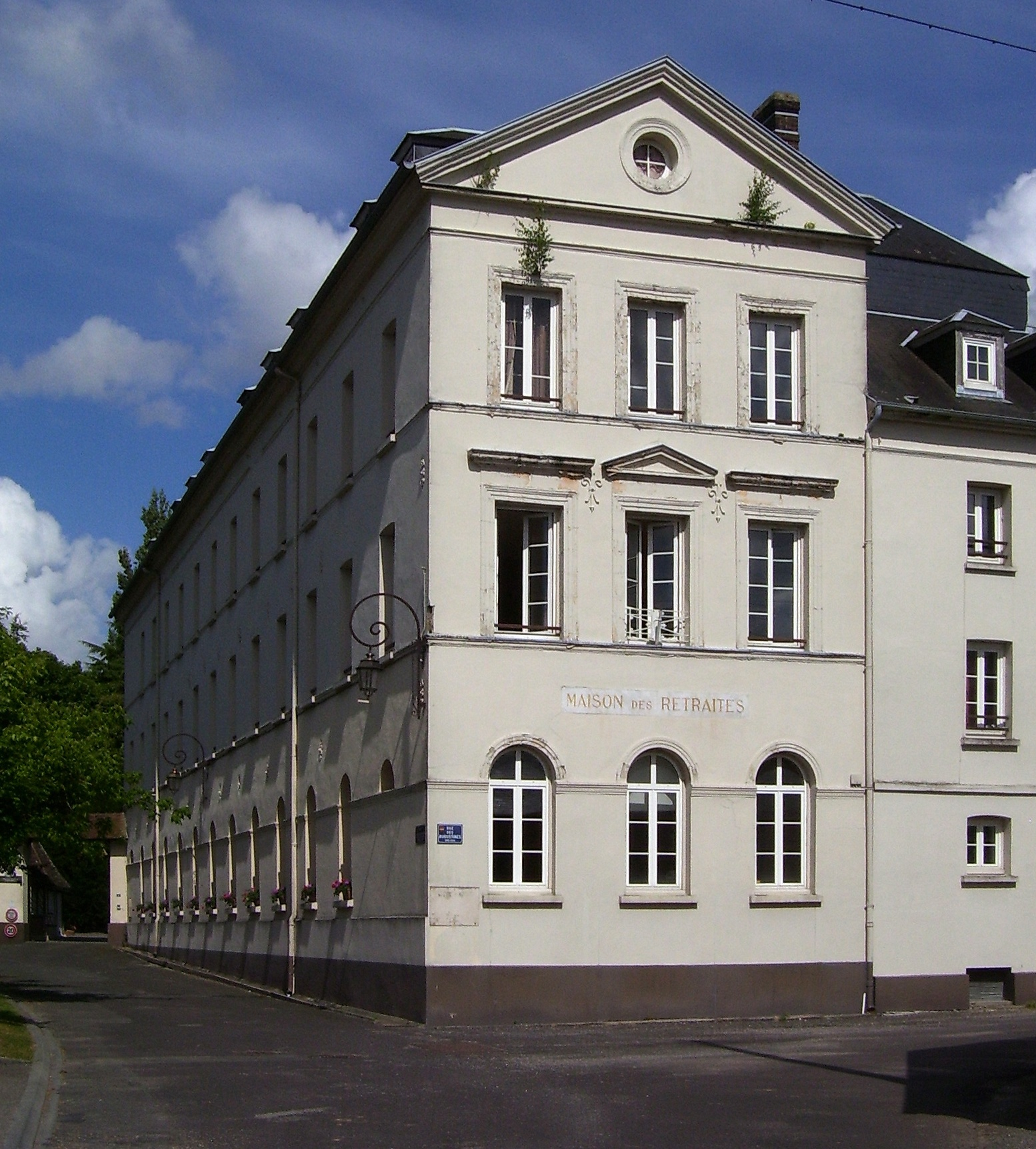
Altes Hospiz

Während der Französischen Revolution (1789–1799) wurde Harcourt in Champ-Social umbenannt. 1793 erhielt Harcourt den Status einer Gemeinde und 1801 das Recht auf kommunale Selbstverwaltung.
Im Zweiten Weltkrieg (1939–1945) postierte die Wehrmacht im August 1944 Kanonen im Ortskern. Am 24. August zog sich die Wehrmacht vor den anrückenden Alliierten zurück und sprengte dabei einen Panzer hinter der Kirche und mehrere Munitionslastwagen am Ortseingang.

### Eingemeindungen
Zwischen 1795 und 1800 wurde Chrétienville eingemeindet, eine Gemeinde, die 1793 322 Einwohner hatte.
Der Weiler Caillouet wurde 1852 aus der Gemeinde genommen und Brionne zugeteilt.
| Jahr      | 1793 | 1831  | 1866 | 1872  | 1931 | 1946 | 1954 | 1990 | 2006 | 2017  |
| --------- | ---- | ----- | ---- | ----- | ---- | ---- | ---- | ---- | ---- | ----- |
| Einwohner | 947  | 1.339 | 966  | 1.011 | 638  | 706  | 805  | 957  | 908  | 1.068 |

Am meisten Einwohner hatte Harcourt 1831, dann sank die Einwohnerzahl bis 1931 und stieg danach wieder an.

## Politik
Harcourt gehört zum Arrondissement Bernay und zum Kanton Brionne.
Das Wappen der Gemeinde ist rot mit zwei goldenen Querbalken (de gueules à deux fasces d’or). Die heraldische Farbe „gold“ wird auf Wappen gelb dargestellt.

## Kultur und Sehenswürdigkeiten

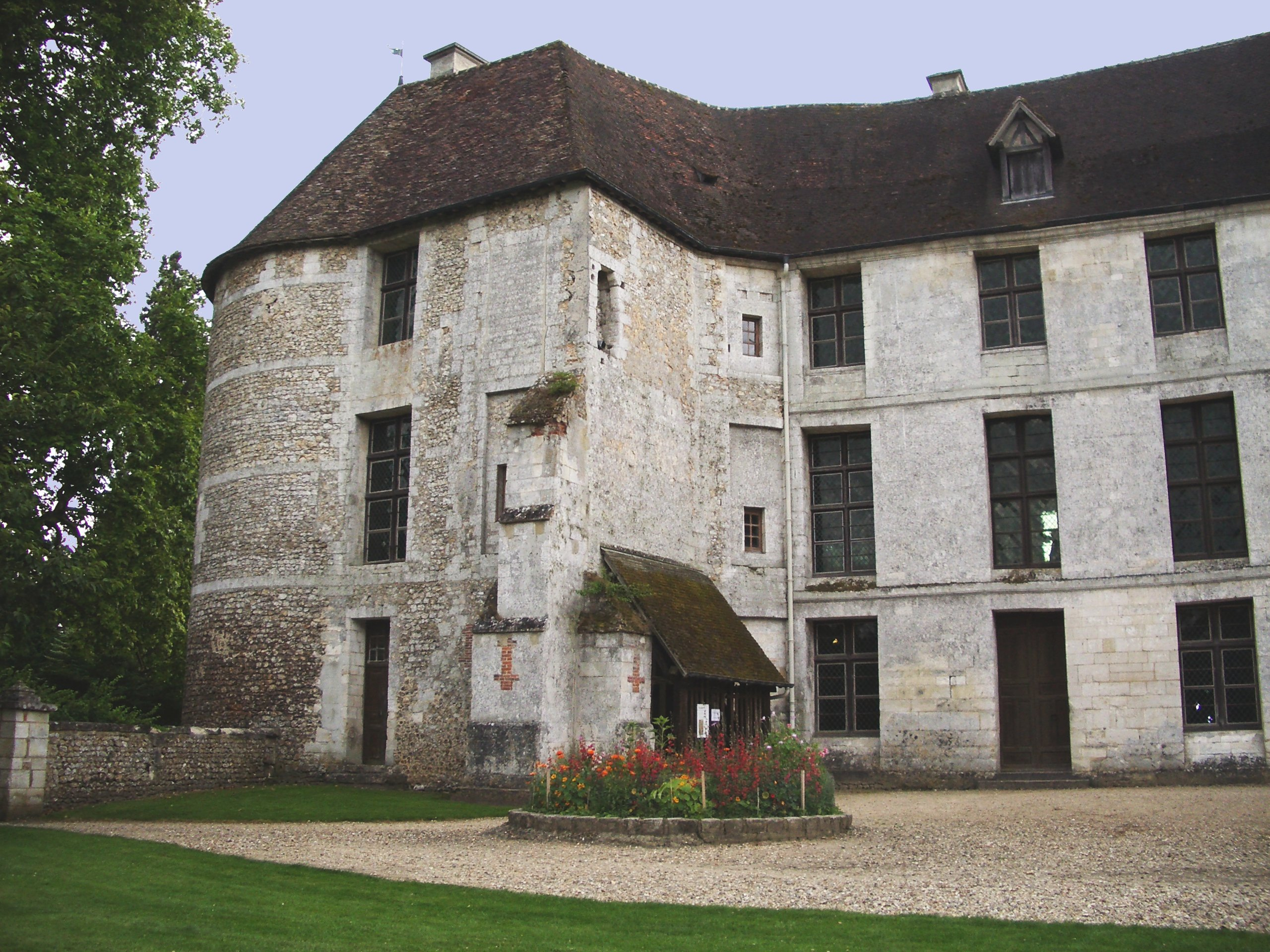
Fassade des Château d’Harcourt, 17. Jahrhundert

### Bauwerke
Die Kirche Saint-Ouen wurde im 13. Jahrhundert erbaut, aus jener Zeit sind heute noch Chor mit Apsis und der Glockenturm erhalten. Die Fassade wurde im 16. Jahrhundert erneuert. In der Kirche befindet sich ein chambre de charité (wörtlich „Wohltätigkeitskammer“) aus dem 16. Jahrhundert und eine Sakristei aus dem 17. Jahrhundert. Das chambre de charité dient oder diente der Confrérie de charité von Brionne als Lager. 1850 wurde die Fassade renoviert. In der Kirche befindet sich ein Chorpult aus dem 17. Jahrhundert und ein Taufbecken vom Ende des 13. Jahrhunderts. Die Kirche ist als Monument historique (historisches Denkmal) klassifiziert.
Das Rathaus von Harcourt hatte ursprünglich zur Domäne d’Harcourt gehört. Das Gebäude aus dem Spätmittelalter wurde 1848 von der Gemeinde erworben. Im Erdgeschoss befand sich die Markthalle und im ersten Stock wurde die Mairie eingerichtet.
Die alte Priorei Notre-Dame du Parc in Harcourt wurde 1255 von Jean I. d’Harcourt gegründet. Im Zuge einer Reformation der Priorei von 1634 bis 1650 wurde sie 1648 in die Congrégation de France integriert, einer Art der Augustiner-Eremiten. Heutzutage liegen die Reste der Priorei, das Fundament des quadratischen Glockenturms, zwei Pavillons aus dem 18. Jahrhundert und ein paar mittelalterliche Säulen und Kapitelle, auf einem Privatgrundstück. Nichts ist von der Kirche geblieben, in der die Seigneurs von Harcourt begraben lagen. Der Bischof von Lisieux Guy d’Harcourt (1303–1336) hatte die Fenster gespendet. 1386 hatte Catherine de Bourbon, die Gemahlin von Jean VI. d’Harcourt eine Glocke gespendet, die 1526 neu gegossen worden war. Sie befindet sich heute in der Kathedrale von Évreux. Eine weitere Glocke aus der Priorei befindet sich heute in Saint-Omer.

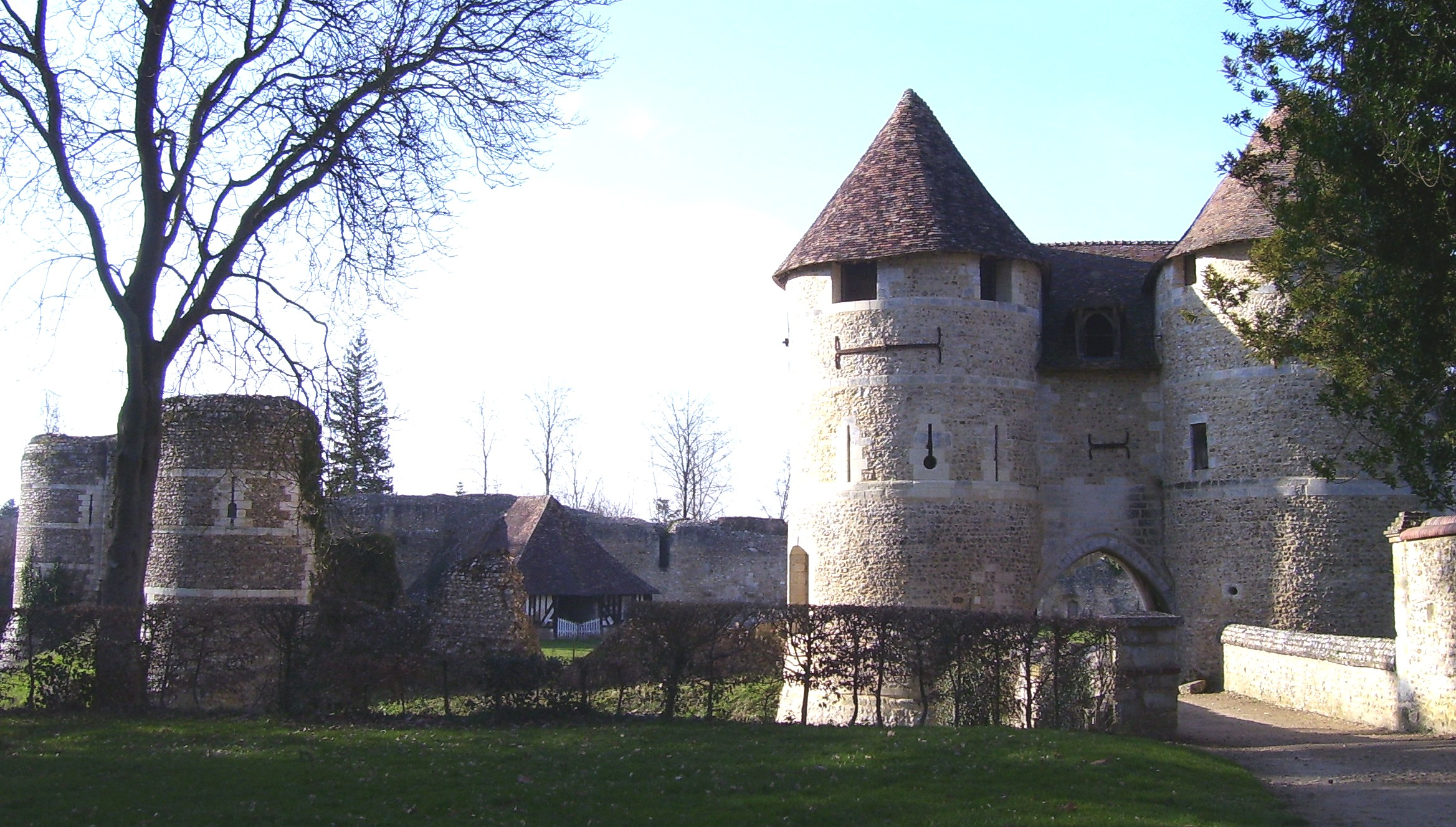
Wachhaus über dem Eingangsweg der Burg und Teile der Festungsmauer

Das Hospiz wurde 1695 von Françoise de Brancas, Comtesse d’Harcourt, gegründet. Auf dem Grundstück befand sich auch eine romanische Kapelle von 1184. 1895 brannten Teile des Hospizes ab und wurden bis 1896 restauriert. Heutzutage dient das ehemalige Hospiz als Altenheim.
Im Weiler Chrétienville befindet sich das Château des Rufflets, das im Stil Louis-seize gegen Ende des 18. Jahrhunderts für Simon-Philbert Chrétien (1734–1805) erbaut wurde.

#### Burg Harcourt
Die Burg Harcourt (Château d’Harcourt), nicht zu verwechseln mit dem gleichnamigen Schloss in Chauvigny, wurde ab dem 12. Jahrhundert auf den Resten einer Motte aus dem 10. Jahrhundert errichtet. Zuerst wurde der quadratische Donjon aus Stein erbaut. Im 13. Jahrhundert wurde der Burgwall errichtet. Als Jean VI. d’Harcourt (1355–1389) 1367 aus England zurückkam, wo er als Geisel gefangen gehalten worden war, ließ er die Verteidigungsanlagen komplettieren.
Im 17. Jahrhundert ließ Françoise de Brancas († 1715) die Burg umbauen. Der Burggraben wurde gefüllt, und im Osten wurde der Burgwall abgetragen. Mit den so erhaltenen Steinen wurde die Fassade der Burg erneuert. Durch die Umbaumaßnahmen erhielt die Burg den Charakter eines Herrenhauses. Im Inneren der Burg befindet sich ein Treppenaufgang aus Stein aus dem 17. Jahrhundert. Auf der Terrasse des heutigen Eingangs zur Burg befindet sich ein tiefer Brunnen aus dem 12. Jahrhundert. Die Burg wurde 1862 als Monument historique klassifiziert.

#### Arboretum

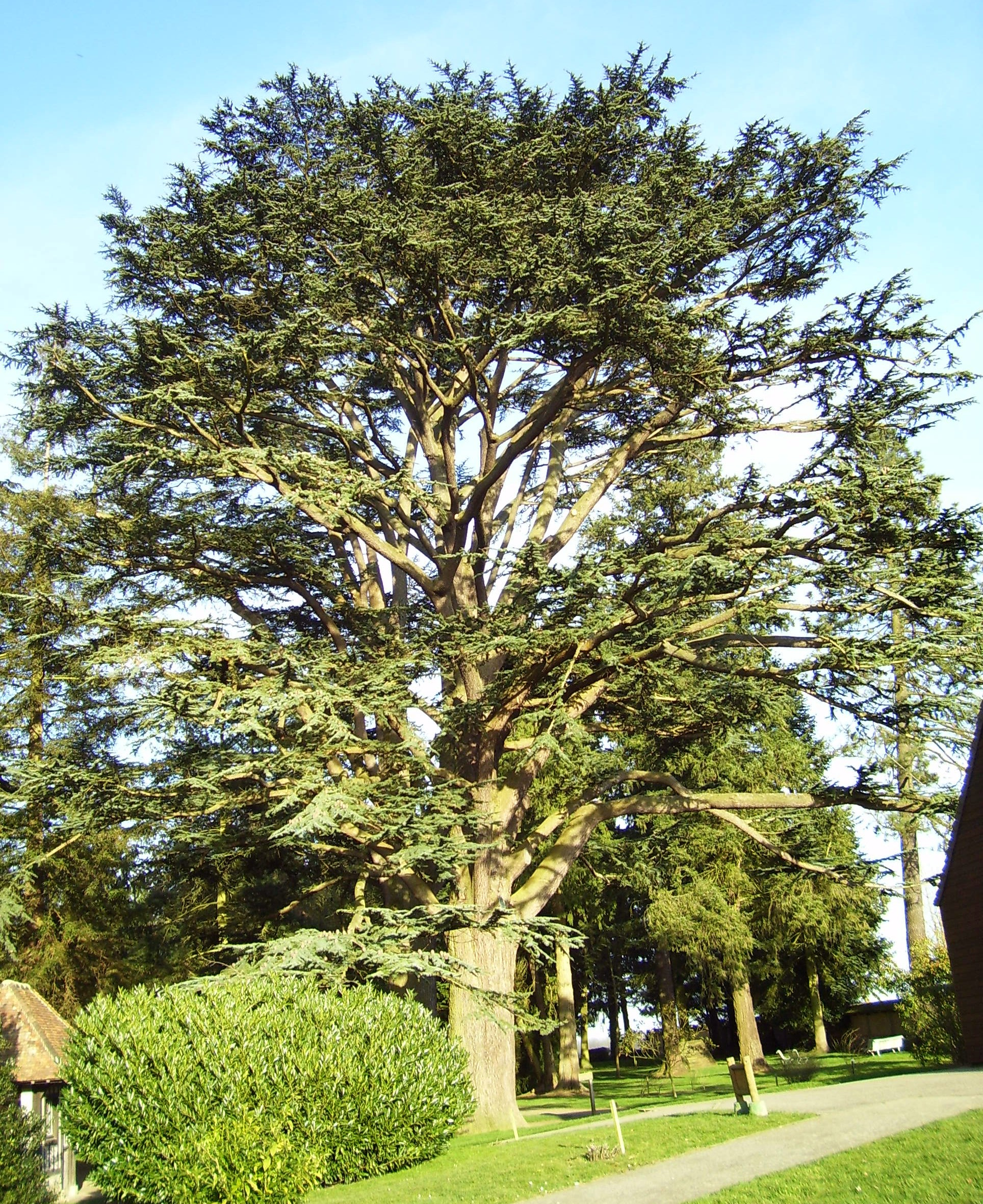
Zeder am Eingang des Arboretums

Die Burg wurde während der Französischen Revolution konfisziert und 1804 an einen Anwalt aus Paris verkauft, Louis-Gervais Delamare, der den Anbau von Kiefern auf dem Gelände verstärkte. 1828 vermachte Delamare die Burg der Académie d’agriculture de France (Landwirtschaftsakademie), die 1833 ein elf Hektar großes Arboretum mit 400 Baumarten einrichtete. Es ist das zweitälteste Arboretum Frankreichs und gehört zu den vom französischen Kulturministerium als „bemerkenswert“ prämierten Gärten (Jardin remarquable). Im Arboretum stehen unter anderem Douglasien von über vierzig Metern Höhe und Zedern, die zu Beginn des 19. Jahrhunderts gepflanzt wurden, Süntel-Buchen, Echte Sumpfzypressen, Hängefichten und Riesen-Lebensbäume. Zwei sehr bemerkenswerte Zedern von über 30 Metern Höhe stehen am Eingangsgebäude. Das Arboretum liegt an einem 95 Hektar großen Wald, in dem sich Polnische Lärchen, Raulis, Nordmann-Tannen und andere Baumarten befinden. Der Rundweg durch das Arboretum ist als „begehbare Enzyklopädie“ der Baumarten von fünf Kontinenten angelegt. Heute sind Burg und Arboretum im Besitz des Generalrats von Eure.

### Sport
Mitte Juni finden in Harcourt nationale Pferderennen statt, außerdem gibt es dort Wettbewerbe im Bogenschießen.

## Wirtschaft und Infrastruktur

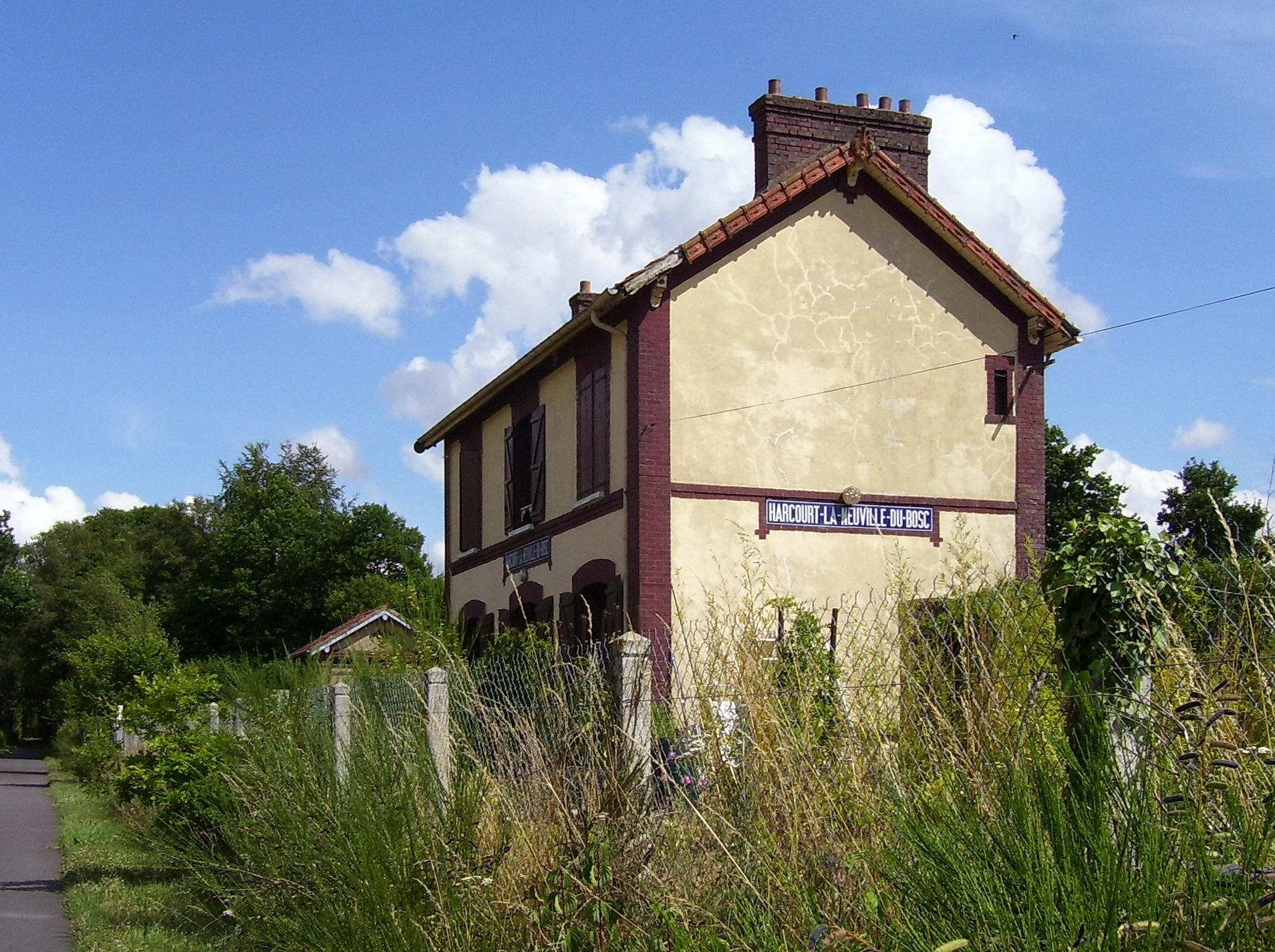
Alter Bahnhof zwischen Harcourt und La Neuville-du-Bosc

Im 19. Jahrhundert gab es eine Ziegelei in Harcourt. Am Ende des 19. Jahrhunderts wurde ein Bahnhof zwischen Harcourt und La Neuville-du-Bosc errichtet, der von der ehemaligen Bahnlinie Évreux – Honfleur angefahren wurde. Die Linie wurde 1970 geschlossen und auf einer Länge von 40 Kilometern in einen Radfahr- und Wanderweg umgewandelt.
Ein bedeutender Erwerbszweig der Harcourtois ist Ackerbau, die Herstellung von Cidre und die Zucht von Hausrindern und Hausschweinen. Auf dem Gemeindegebiet gelten geschützte geographische Angaben (IGP) für Schweinefleisch (Porc de Normandie), Geflügel (Volailles de Normandie) und Cidre (Cidre de Normandie und Cidre normand).

## Persönlichkeiten
- Raoul d’Harcourt († 1307), war Diakon des Bistums Coutances und gründete 1280 das Collège d’Harcourt (heute Lycée Saint-Louis) in Paris.
- Robert d’Harcourt († 1315), vollendete die Gründung des Collège d’Harcourt 1311 und war Bischof von Coutances.[5]